# Il disertore (Dessì)
Il disertore è un romanzo di Giuseppe Dessì pubblicato nel 1961 da Feltrinelli, con successive e numerose edizioni, sia presso Feltrinelli che Mondadori.

## Trama
A pochi anni dalla fine della prima guerra mondiale in un paese della Sardegna meridionale detto Cuadu (Villacidro), alla raccolta di fondi per il monumento ai caduti Mariangela Eca, povera e diseredata, che ha perduto in guerra i due suoi figli, Saverio e Giovanni, versa al comitato organizzatore tutto l'ammontare dei suoi risparmi, e dunque più dei più ricchi proprietari del paese: proprio lei, che sempre è stata estranea alle celebrazioni per la vittoria, chiusa nel suo appartato silenzio. Nessuno lo sa, a parte prete Coi in confessione, ma suo figlio Saverio è stato un disertore, fuggito dal fronte e tornato al paese a latitare e a morire nei boschi di Baddimanna. Mariangela Eca si applica a tenere tutta per sé questa verità, che per lei sarà negata per sempre dal nome di Saverio scritto nel monumento accanto agli altri nomi dei caduti di Cuadu.

## Commento
Il disertore è considerata da alcuni una delle migliori narrazioni sulla Grande Guerra, insieme a La trincea, dello stesso autore ed Un anno sull'Altipiano di Emilio Lussu, e quella della madre Mariangela Eca una delle più vere e riuscite figure femminili coinvolte in quegli eventi bellici in Italia.
Nel 1983 ne è stato tratto il film omonimo, per la regia di Giuliana Berlinguer. L'opera ebbe immediato riscontro sia in ambito nazionale che internazionale, come si può evincere dalle numerose traduzioni.

## Riconoscimenti
Nel 1962 a Giuseppe Dessì fu conferito il Premio Bagutta per Il disertore.

## Edizioni
- Giuseppe Dessì, Il disertore, Feltrinelli, 1961.
- Giuseppe Dessì, Il disertore, Mondadori, 1974.
- Giuseppe Dessì, Il disertore, Ilisso, 1997.
- Giuseppe Dessì, The Deserter, London, Harvill press, 1962; traduzione di Donata Origo.
- Giuseppe Dessì, The Deserter, New York, Harcourt, Brace & World, 1962; traduzione di Virginia Hathaway Moriconi.
- Giuseppe Dessì, Das  Lösegeld, Olten (svizzera), Walter, 1962; traduzione di Yvonne e Herbert Meier.
- Giuseppe Dessì, Le Déserteur, Paris, Julliard, 1963; traduzione di Helena de Mariassy e Cristal de Lignac.
- Giuseppe Dessì, A Katonaszökevény, Budapest, Európa, 1964; traduzione di Éva Szabolcsi, postfazione di László Lator.
- Giuseppe Dessì, El Desertor, Buenos Aaires, Emecé Editores, 1964; traduzione di Augusto Guibourgh.
- Giuseppe Dessì, De Deserteur, Den Haag, Kruseman “isirisreeks”, 1965; traduzione di Yoshuah Barjitzchak.
- Giuseppe Dessì, Das Lösegeld, Berlin, Volk und Welt, 1969; traduzione di Herbert Meier, postfazione di Joachim Meinert.
- Giuseppe Dessì, Dezertorul, Bucarest, Editura Pentru Literatură Universală, 1969; traduzione di Anca Giurǎscu e Constantin Streia.